# 索托
索托（法語：Sauto，法語發音：[soto] ⓘ）是法国东比利牛斯省的一个市镇，位于该省西部，属于普拉德区。

## 地理
索托（42°30'45"N, 2°9'4"E）面积8.43 平方千米，位于法国奧克西塔尼大區东比利牛斯省，该省份为法国大陆部分最南部的省份，涵盖了北加泰罗尼亚，北起奥德省，西接阿列日省和安道尔，南与西班牙接壤，东临地中海。
与索托接壤的市镇（或旧市镇、城区）包括：艾瓜泰比亚-塔洛、卡纳韦耶、丰佩德鲁斯、普拉内斯、圣皮耶尔代尔福尔卡特、拉卡巴纳斯、蒙路易、拉亚戈讷。

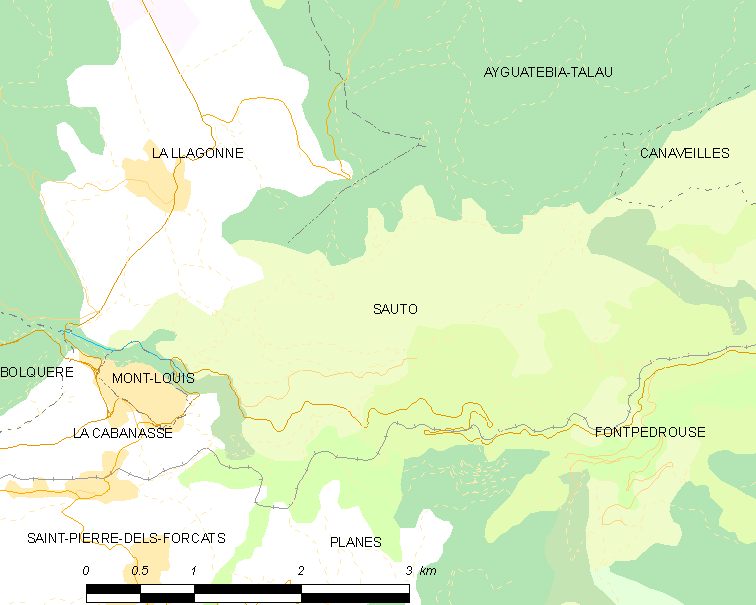
索托的OSM定位图

索托的时区为UTC+01:00、UTC+02:00（夏令时）。

## 行政
索托的邮政编码为66210，INSEE市镇编码为66192。

## 政治
索托所属的省级选区为加泰罗尼亚比利牛斯县。

## 人口

1962-2008年间索托人口变化图示

索托于2022年1月1日时的人口数量为102人。